# Едди Килисе
Едди Килисе (азерб. Yeddi Kilisə — семь церквей) — архитектурный комплекс, состоящий из нескольких культовых сооружений, расположенных в нескольких километрах от селения Лекит Гахского района Азербайджана, на пути к селению Лекит-Кётюклю, в 12 километрах от селения Ках-баш. Согласно распоряжению кабинета министров Азербайджана об исторических и культурных памятниках, является памятником архитектуры местного значения.

## Описание
Несмотря на то, что название комплекса бытует в народе как «Едди Килисе», что означает «семь церквей», здесь отчётливо прослеживаются остатки девяти сооружений. По мнению ряда авторов, это могут быть мавзолеи-часовни, построенные в IX веке. Исследователь Л. Г. Ишханов полагал, что этот комплекс относится к XI—XIII векам.
Кратко описывая эту группу сооружений, ориенталист второй половины XIX века Александр Xаханов в своём отчёте о путешествиях по Кавказу предположил, что Лекит, судя по руинам многочисленных архитектурных сооружений, мог быть центром епископства албанской церкви.
В часовнях верхнего монастыря Едди Килисе имелся склеп-подземелье.